# Harumi Island Triton Square
Harumi Island Triton Square (晴海アイランドトリトンスクエア, Harumi Airando Toriton Sukuea) est une tour de bureaux et un complexe résidentiel de grande hauteur dans le district Harumi de l'arrondissement de Chūō, à Tokyo au Japon.
L'ensemble se compose de quatre tours, dont l'une est sensiblement moins élevée que les autres. Les trois tours élevées sont à l'origine de la dénomination « Triton », et le nombre total de quatre détermine le nom de « carré » (square).
Le Triton Square est desservi par la station Kachidoki sur la ligne Ōedo et la station Tsukishima sur la ligne Yūrakuchō.

## Source
- (en) Cet article est partiellement ou en totalité issu de l’article de Wikipédia en anglais intitulé « Harumi Island Triton Square » (voir la liste des auteurs).